# Émile Worms
Émile Worms, född den 23 mars 1838 i Frisingen i Luxemburg, död 1918, var en fransk nationalekonom. Han var far till René Worms. 
Worms föddes av franska föräldrar. Han studerade juridik i Heidelberg och Paris och var professor i Rennes 1876–1898 i nationalekonomi. Han blev 1877 korresponderande ledamot av Franska institutet och anlitades under följande årtionden för viktiga offentliga uppdrag, bland annat vid genomförandet av ny kataster. Bland Worms arbeten märks läroböcker i nationalekonomi och företagsekonomi, framställningar av tysk handelspolitik, den senaste under titeln Politique commerciale de l'Allemagne (1893), av franskt bank- och börsväsen samt Le budget de France (2:a upplagan 1894).  